# Richmound
Richmound es un pueblo canadiense situado en la provincia de Saskatchewan.

## Superficie
Richmound tiene una superficie de 0,48 km².

## Demografía
En 2021, tenía 118 habitantes, una densidad poblacional de 247,8 hab./km², y 61 viviendas.